# أي إي إي إي 754

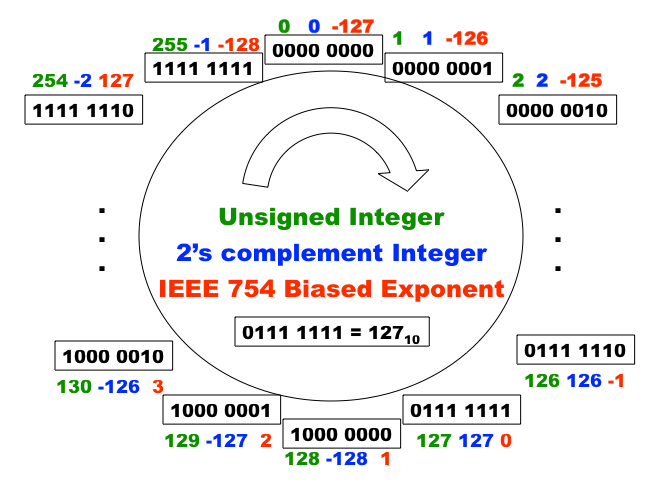
شكل مستخدم في معيار IEEE

معيار IEEE لحسابات النقطة العائمة (IEEE 754) هو معيار تقني لحسابات النقطة العائمة تم تأسيسه في عام 1985 من قبل معهد مهندسي الكهرباء والإلكترونيات (IEEE). عالج المعيار العديد من المشاكل الموجودة في تطبيقات الفاصلة العائمة المتنوعة التي جعلت من الصعب استخدامها بشكل موثوق ومقبول. تستخدم العديد من وحدات الفاصلة العائمة للأجهزة معيار IEEE 754.
يحدد المعيار:
- التنسيقات الحسابية: مجموعات بيانات الفاصلة العشرية الثنائية والعشرية، والتي تتكون من أرقام محدودة (بما في ذلك الأصفار ذات الإشارة والأرقام غير العادية) ، واللامتناهي، والقيم الخاصة «ليس رقمًا» (NaN)
- تنسيقات التبادل: الترميزات (سلاسل البت) التي يمكن استخدامها لتبادل بيانات الفاصلة العائمة في شكل فعال ومضغوط
- قواعد التقريب: يتم استيفاء الخصائص عند تقريب الأرقام أثناء الحساب والتحويلات
- العمليات: العمليات الحسابية والعمليات الأخرى (مثل الدوال المثلثية) على الأشكال الحسابية
- معالجة الاستثناء: مؤشرات الظروف الاستثنائية (مثل القسمة على صفر ، الفائض، إلخ.)

يتضمن IEEE 754-2008 ، الذي تم نشره في أغسطس 2008، جميع معايير IEEE 754-1985 الأصلية تقريبًا، بالإضافة إلى معيار IEEE 854-1987 لحسابات النقطة العائمة المستقلة. تم نشر الإصدار الحالي، IEEE 754-2019، في يوليو 2019. تعتبر مراجعة بسيطة للإصدار السابق، تتضمن بشكل أساسي التوضيحات وإصلاح العيوب والعمليات الجديدة الموصى بها.

### المعايير
- IEEE Computer Society (29 أغسطس 2008). IEEE Standard for Floating-Point Arithmetic. IEEE. ص. 1–70. DOI:10.1109/IEEESTD.2008.4610935. ISBN:978-0-7381-5753-5. IEEE Std 754-2008. {{استشهاد بكتاب}}: |عمل= تُجوهل (مساعدة)
- IEEE Computer Society (22 يوليو 2019). IEEE Standard for Floating-Point Arithmetic. IEEE. ص. 1–84. DOI:10.1109/IEEESTD.2019.8766229. ISBN:978-1-5044-5924-2. IEEE Std 754-2019. {{استشهاد بكتاب}}: |عمل= تُجوهل (مساعدة)
- ISO/IEC/IEEE 60559:2011 — Information technology — Microprocessor Systems — Floating-Point arithmetic. Iso.org. يونيو 2011. ص. 1–58. مؤرشف من الأصل في 2020-06-03.